# Heinrich König (Priester)

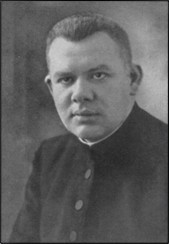
Heinrich König

Heinrich König (* 24. Juni 1900 in Höchst; † 24. Juni 1942 im KZ Dachau) war römisch-katholischer Priester und Gegner des Nationalsozialismus. Er wird in der katholischen Kirche als Märtyrer verehrt.

## Leben
Heinrich Königs Vater, ein Ingenieur, zog 1902 mit der Familie nach Gelsenkirchen und 1906 nach Unna. Nach Heinrich, dem ältesten Sohn, wurden noch sechs Geschwister geboren, von denen drei im Kindesalter starben. 1918 legte Heinrich König in Unna das Abitur ab und studierte danach in Paderborn, Münster und München Theologie. Er war Mitglied der Studentenverbindung Hochland im Bund Quickborn. Noch als Seminarist trat er 1923 dem Priesterbund der Schönstatt-Bewegung bei und begegnete auch Josef Kentenich.
Am 10. August 1924 empfing König im Paderborner Dom die Priesterweihe. Er wurde Vikar in Hagen mit der besonderen Aufgabe, in Hagen-Emst eine Gemeinde zu sammeln. 1926 konnte dort die kleine Heilig-Geist-Kirche errichtet werden, die später zum Pfarrheim umgebaut wurde und seit 2002 Heinrich-König-Haus heißt.
1935 wurde König Vikar an der Propsteikirche St. Augustinus in Gelsenkirchen. Hier kümmerte er sich besonders um die Pfarrjugend, wirkte als Krankenseelsorger, war Präses der Kolpingsfamilie Gelsenkirchen-Zentral und sammelte eine Laien- und eine Priestergruppe der Schönstattbewegung. Deren Zeitschrift, Mater Ter Admirabilis, veröffentlichte mehrere Beiträge von ihm.

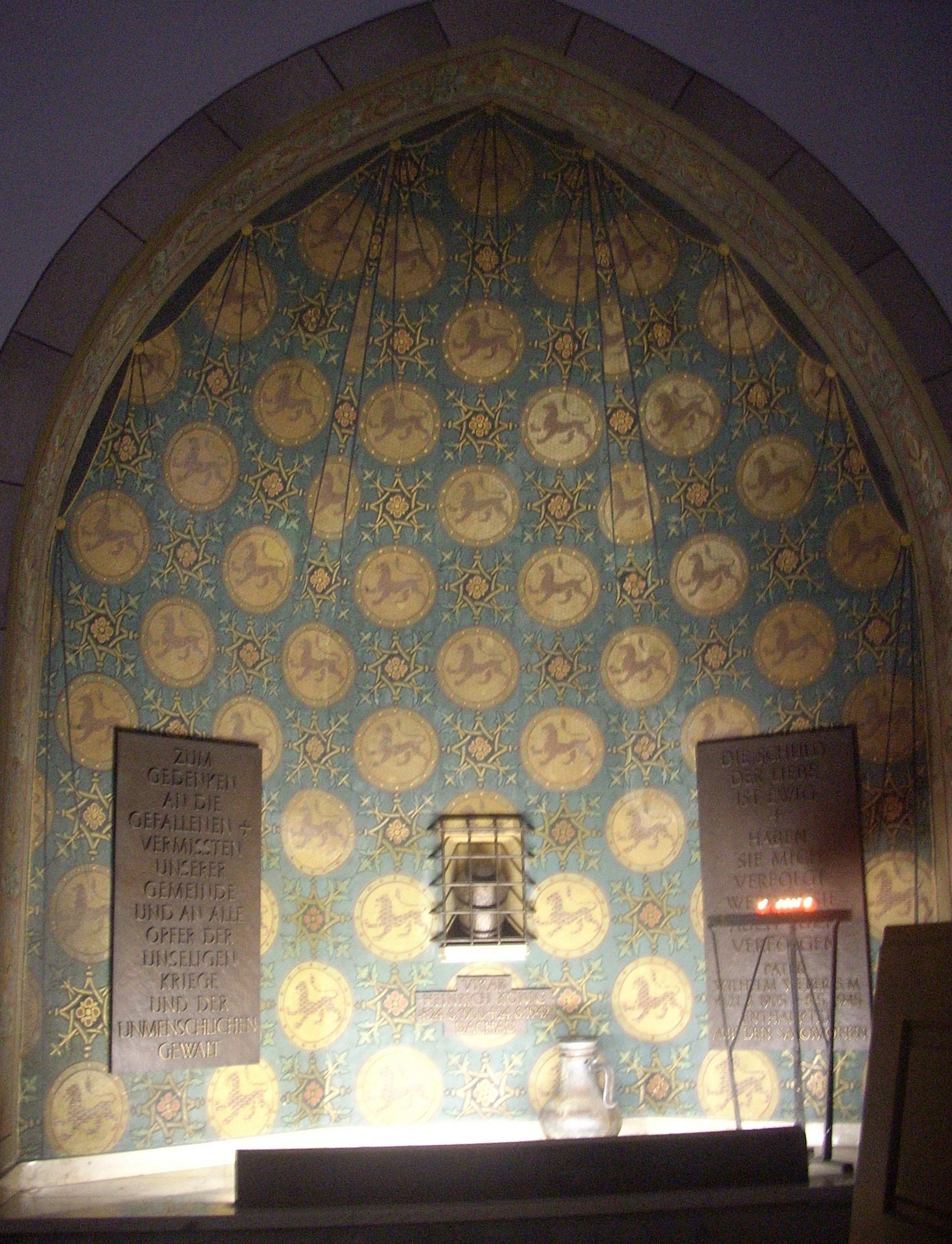
Gedenkstätte in St. Augustinus, Gelsenkirchen

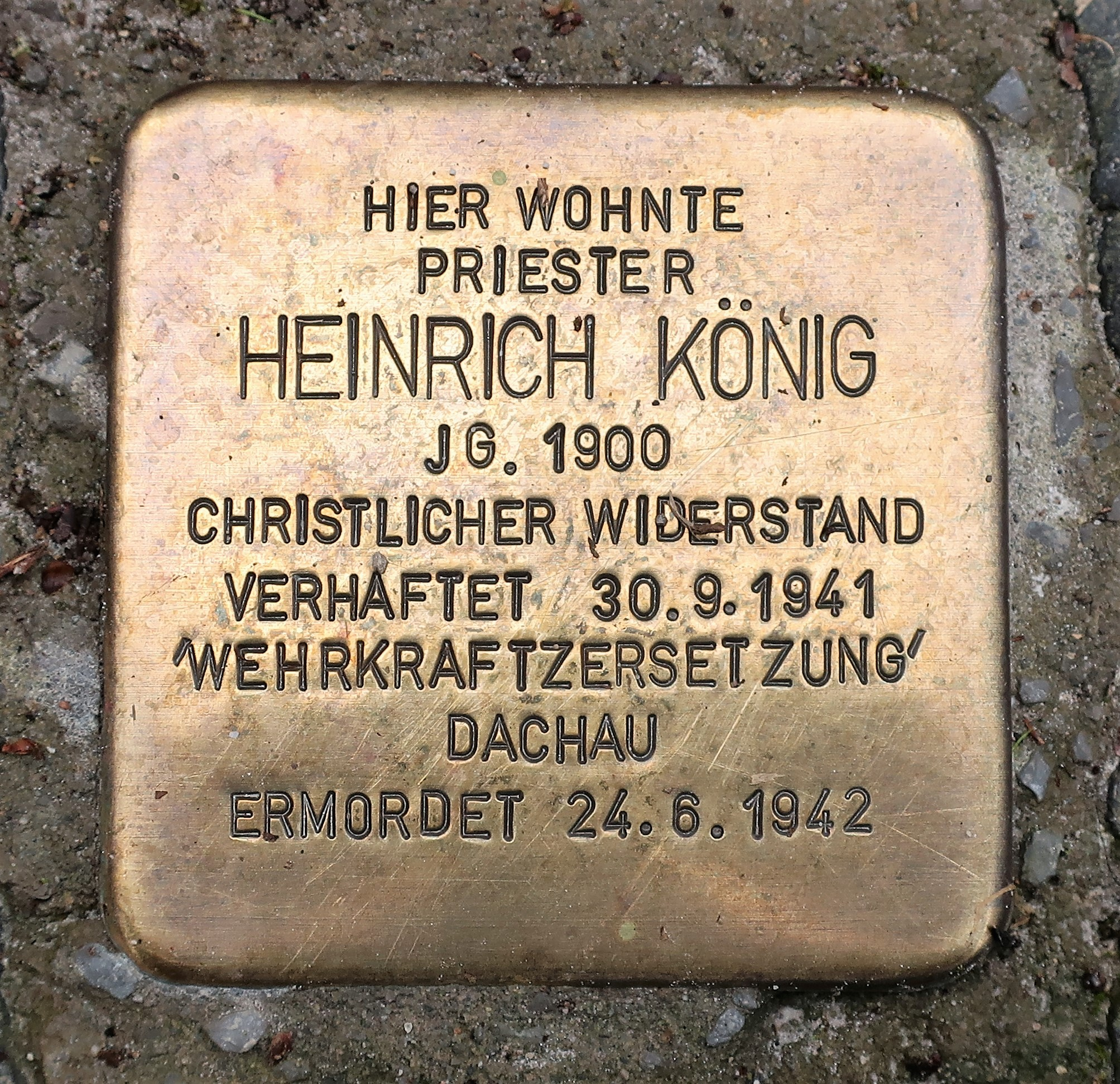
Stolperstein für Heinrich König in Hagen-Emst

Aus seiner Distanz zum NS-Regime hatte König nie einen Hehl gemacht. Am 30. September 1941 wurde er wegen einer staatsfeindlichen Äußerung denunziert und von der Gestapo verhaftet. Nach mehreren Wochen Haft in Gelsenkirchen wurde er ins KZ Dachau gebracht, wo er am 5. Dezember eintraf. Eine Operation zu „Übungszwecken“, die ein junger SS-Arzt noch im Dezember an ihm durchführte, brachte ihn für Monate aufs Krankenlager. Im März 1942 kam er in den Pfarrerblock. Dort wählte ihn die SS für weitere medizinische Experimente aus. Unter der Aufsicht von Himmlers Leibarzt Karl Gebhardt war das verwundete Nazi-Idol Heydrich an einer Infektion verstorben. Gebhardt war dadurch in Bedrängnis geraten und versuchte sich zu rehabilitieren. Die Wirkweise von Sulfonamiden (Antibiotika) sollte nun an KZ-Häftlingen erprobt werden. Dies geschah im KZ Ravensbrück sowie in Dachau. Nach einer absichtlich herbeigeführten Sepsis (Blutvergiftung) durch Injektion mit Eiter am 15. Juni wurde König nicht behandelt und starb neun Tage später an seinem 42. Geburtstag. Seine Leiche wurde verbrannt. An seinen Totenmessen am 2. Juli in Gelsenkirchen und am 6. Juli in Emst nahmen trotz Gestapo-Überwachung viele Geistliche und Gemeindemitglieder aus beiden Wirkungsstätten teil.

## Würdigung

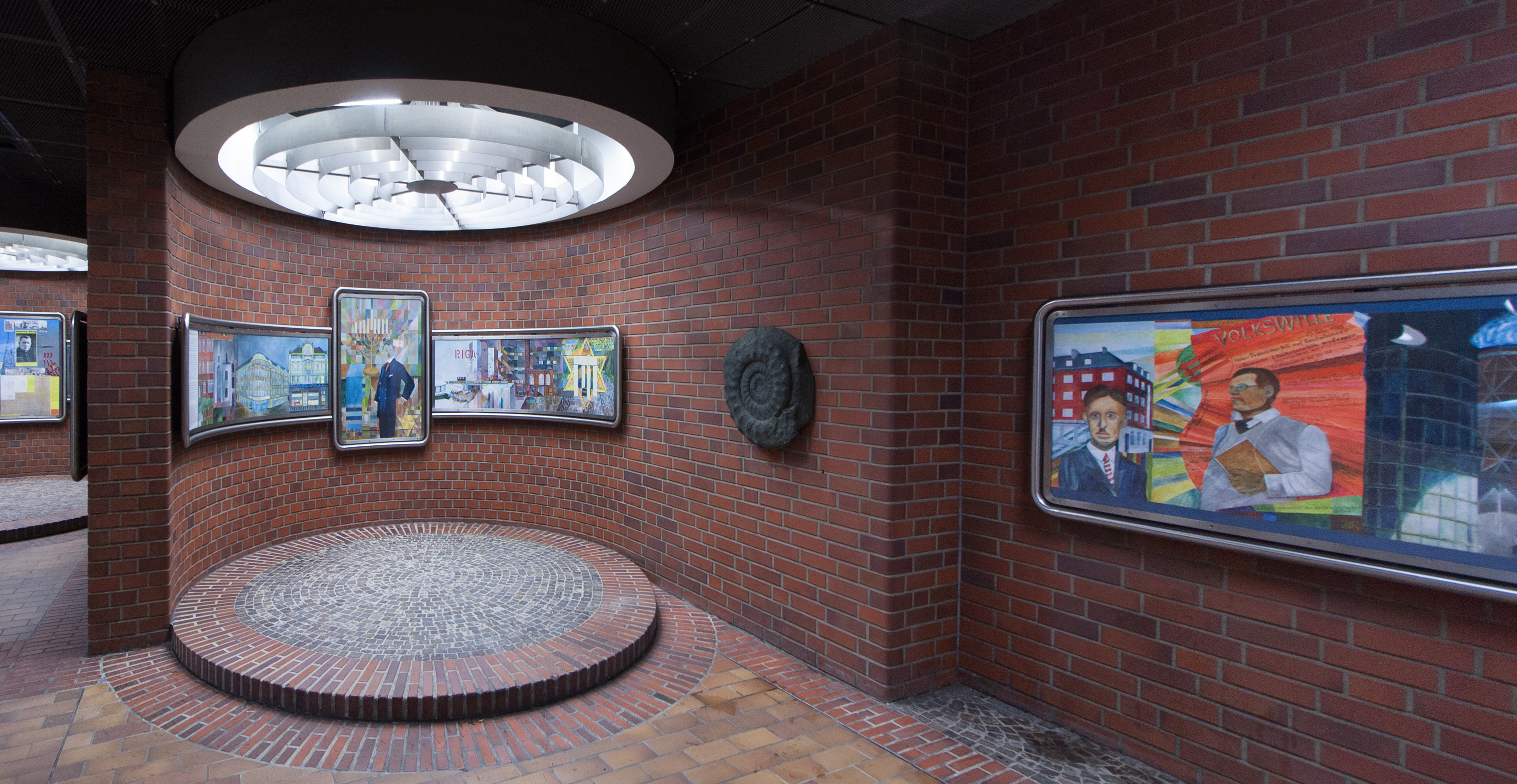
Ausstellung zu Heinrich König in der Stadtbahnstation

Nach dem Krieg begann das Bemühen um ein angemessenes Erinnern. Der Platz vor der Propsteikirche St. Augustinus (und auch die darunter gelegene Stadtbahnstation) erhielten 1987 Heinrich Königs Namen. Auf der Verteilerebene befindet sich eine kleine Ausstellung des Freundeskreises Heinrich König, die jederzeit zugänglich ist. 1989 wurde seine Urne durch Kardinal Hengsbach in St. Augustinus zur Verehrung ausgesetzt. Ein Seligsprechungsverfahren ist in Vorbereitung.
Die katholische Kirche hat Vikar Heinrich König als Glaubenszeugen in das deutsche Martyrologium des 20. Jahrhunderts aufgenommen.